# Stellan Brynell

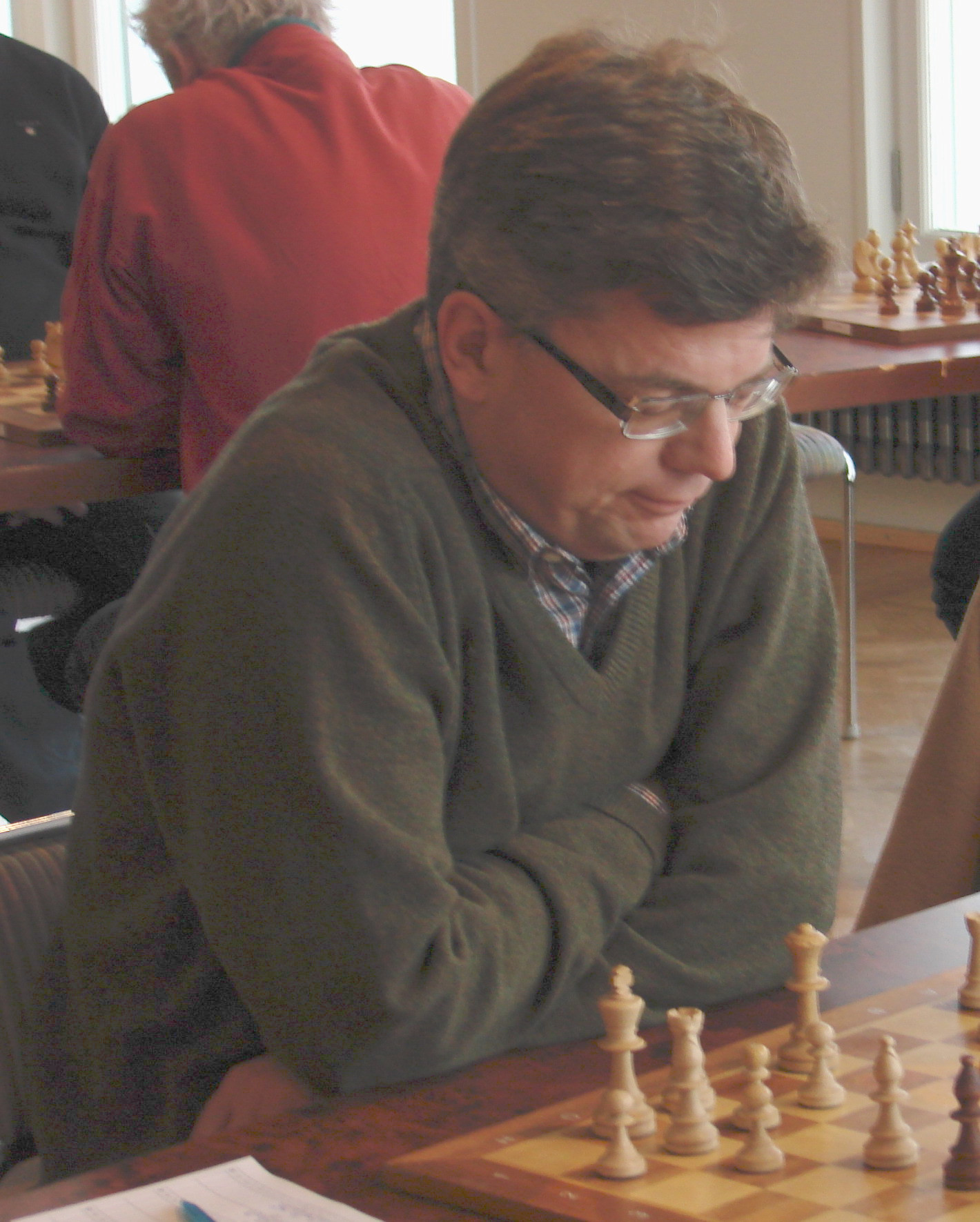
Stellan Brynell bij de Rilton Cup (2009)

Stellan Brynell (28 september 1962) is een Zweedse schaker. Hij is sinds 2001 een grootmeester (GM). Twee keer was hij kampioen van Zweden.

## Leven
Stellan Brynell groeide op in Malmö, waar zijn vader hem leerde schaken. Op tienjarige leeftijd werd hij lid van een schaakvereniging. Toen de familie binnen Malmö verhuisde naar de wijk Limhamn-Djupadal, werd hij lid van de schaakvereniging Limhamns SK, bekend voor een goede jeugdtraining. Zijn trainer was Conny Holst. Met deze schaakvereniging werd Brynell in de seizoenen 1982/83 en 2012/13 kampioen van de Zweedse clubcompetitie en nam hij twee keer deel aan de European Club Cup. Hij volgde een technische opleiding, maar werd schaakprofessional. 

## Resultaten
In 1998 werd hij Internationaal Meester (IM), vanwege normen die hij behaalde tijdens de zomer van dat jaar. In november 1998 won hij het Owens-Corning toernooi in Wrexham. Sinds 2001 is hij grootmeester; de eerste GM-norm behaalde hij in 1995 in Noorwegen, de tweede in 1997 in IJsland. Veertien keer (tot en met 2007) won hij het kampioenschap van de stad Malmö. Kampioen van Zweden werd hij twee keer: in 1991 in Helsingborg en in 2005 in Göteborg, met 9 pt. uit 13 partijen. In juli 2001 won hij in Örebro samen met Thomas Ernst het toernooi ter gelegenheid van de 50e verjaardag van Ulf Andersson. In december 2007 won hij het Øbro Nytår toernooi in Kopenhagen. Het Påskturneringen in Norrköping won hij in maart 2008. De Copenhagen Chess Challenge won hij in juni 2009 en in juni 2010. 
Met het Zweedse nationale team nam hij deel aan vijf Schaakolympiades (1992 en van 1998 t/m 2004) met een totaalresultaat van 16 pt. uit 33 partijen (+11 =10 -12). Bij de Schaakolympiade 2012 speelde hij niet, maar was teamcaptain van het Zweedse nationale team, zowel bij de mannen als de vrouwen. Hij nam zes keer deel aan het Europees schaakkampioenschap voor landenteams (1989, 1999 t/m 2005 en 2011) met een totaalresultaat van 17.5 pt. uit 35 (+11 =13 -11).
In de Duitse bondscompetitie speelde hij vanaf seizoen 1998/99 voor Schachfreunde Berlin, die tot november 2005 nog Schachfreunde Neukölln heetten. Bij Schachfreunde Berlin werd hij in seizoen 2009/10 alleen nog in het tweede team ingezet, en in seizoen 2010/11 helemaal niet meer. Hij vertrok naar SSC Rostock 07, waarmee hij in seizoen 2014/15 in de eerste Bundesliga speelde. In het seizoen 2018/19 speelde Brynell voor de Schachfreunde Schwerin in de Oberliga Nord. In Denemarken speelt hij voor de vereniging Skakklubben Nordkalotten in Græsted, waarmee hij in 2017 ook deelnam aan de European Club Cup. Ook speelde hij in de IJslandse clubcompetitie. 